# Willi Schatz (Zahnmediziner)
Willi Heinrich Ludwig Schatz (* 1. Februar 1905 in Hannover; † 17. Februar 1985 ebenda) war ein deutscher Zahnarzt und in den Konzentrationslagern Auschwitz und Neuengamme als Lagerzahnarzt tätig. 

## Leben
Schatz wurde 1905 als Sohn eines Zahnarztes geboren. Er besuchte erst die Volksschule und anschließend ein Gymnasium in Hannover, an dem er das Abitur ablegte. Wie sein Vater studierte er danach Zahnmedizin an der Universität Göttingen und promovierte 1933. Im Jahr 1933 trat Schatz der NSDAP und der SA bei. Wegen der Beihilfe zur Abtreibung wurde er jedoch 1939 aus der Partei ausgeschlossen. Bis zu seiner Einberufung zur Wehrmacht am 10. Juni 1940 war er als Zahnarzt in Hannover tätig. Am 3. Juli 1943 schied er aus der Wehrmacht aus und gehörte ab dem 22. Juli 1943 der Waffen-SS an.

## Lagereinsatz
Schatz war 1943 in der SS-Kommandantur Oranienburg eingesetzt und absolvierte im Herbst des Jahres 1943 einen Sanitätskurs an der SS-Ärztlichen Akademie in Graz. Vom 20. Januar 1944 bis zum Herbst 1944 war Schatz zweiter SS-Lagerzahnarzt unter seinem Vorgesetzten Willy Frank im KZ-Auschwitz. Anschließend wurde er ins KZ Neuengamme versetzt, wo er bis Kriegsende in derselben Funktion tätig war. Im Jahr 1945 wurde er noch einmal zum SS-Obersturmführer befördert. Er geriet am Ende des Krieges in britische Kriegsgefangenschaft, aus der er im Januar 1946 entlassen wurde. Schatz eröffnete danach erneut eine Zahnarztpraxis in Hannover. Er stand während des 1. Auschwitzprozesses wegen seiner Taten in den Lagern vor dem Schwurgericht in Frankfurt am Main. Ihm wurde vorgeworfen, in Auschwitz Gefangene selektiert zu haben. Da dies letztlich nicht zweifelsfrei bewiesen werden konnte, wurde er am 20. August 1965 freigesprochen.
Durch Vergleich von Fotos des Auschwitz-Albums mit einer Fotoserie des so genannten Höcker-Albums, das Ende 2006 dem United States Holocaust Memorial Museum übergeben wurde, konnte Schatz als selektierender Arzt auf der Rampe von Auschwitz-Birkenau identifiziert werden.